# 이 (솜주)

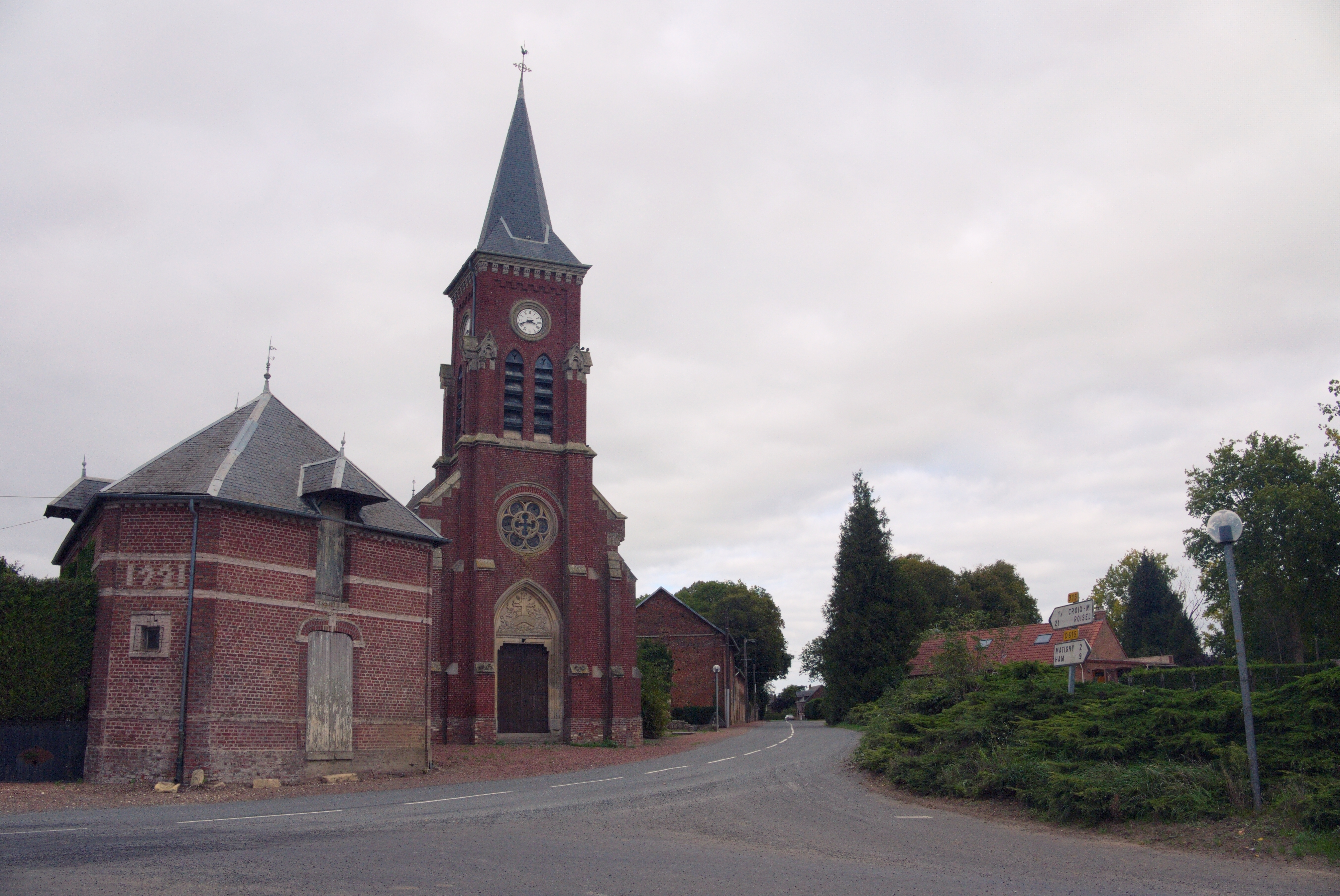
이의 교회.

이(발음: [i])는 프랑스 솜주의 코뮌이다.
이는 프랑스에서 이름이 가장 짧은 곳이며 세계에서 이름이 가장 짧은 곳 중 하나이다. 주민들은 자신들을 Ypsilonien이라고 부르는데, 이 이름은 코뮌의 이름과 닮은 그리스 문자 Y에서 따온 것이라고 한다.

## 자매 도시
랜바이어푸흘귄기흘 : 영국 웨일스에 있는 마을로, 58자이다.

## 위치
이는 아미앵에서 동쪽으로 50 킬로미터 (30 mi) 떨어진 D15 도로와 D615 도로의 교차로에 위치하고 있다.

## 인구
| 연도 | 인구 | ±%    |
| ---- | ---- | ----- |
| 2006 | 81   | —     |
| 2007 | 80   | −1.2% |
| 2008 | 81   | +1.2% |
| 2009 | 81   | +0.0% |
| 2010 | 85   | +4.9% |
| 2011 | 89   | +4.7% |
| 2012 | 93   | +4.5% |
| 2013 | 94   | +1.1% |
| 2014 | 94   | +0.0% |
| 2015 | 93   | −1.1% |
| 2016 | 93   | +0.0% |

## 같이 보기
- 솜주의 코뮌 목록
- 생레미앙부즈몽생즈네에이송